# Список высших учебных заведений Рязанской области
В список высших учебных заведений Рязанской области включены образовательные учреждения высшего и высшего профессионального образования, находящиеся на территории Рязанской области и имеющие действующую лицензию на образовательную деятельность. Список вузов приведён в соответствии с данными сводного реестра лицензий, в список филиалов включены организации, участвовавшие в мониторинге Министерства образования и науки Российской Федерации 2016 года. По состоянию на 31 мая 2017 года в Рязанской области действующую лицензию имели 10 вузов и 8 филиалов.
Филиалы вузов, головные организации которых находятся в иных субъектах федерации, сгруппированы в отдельном списке. Порядок следования элементов списка — алфавитный.

## Список высших образовательных учреждений
| Название                                                            | Категория         | Статус      | Год основания | Месторасположение | Число студентов |
| ------------------------------------------------------------------- | ----------------- | ----------- | ------------- | ----------------- | --------------- |
| Академия права и управления Федеральной службы исполнения наказаний | государственный   | академия    | 1934          | Рязань            |                 |
| Региональный институт бизнеса и управления                          | негосударственный | институт    | 1999          | Рязань            | 1033            |
| Рязанская православная духовная семинария                           | негосударственный | семинария   |               | Рязань            |                 |
| Рязанский государственный агротехнологический университет           | государственный   | университет | 1949          | Рязань            | 5401            |
| Рязанский государственный медицинский университет                   | государственный   | университет | 1992          | Рязань            | 5684            |
| Рязанский государственный радиотехнический университет              | государственный   | университет | 1951          | Рязань            | 5809            |
| Рязанский государственный университет имени С. А. Есенина           | государственный   | университет | 1915          | Рязань            | 9210            |
| Рязанский институт управления и права                               | негосударственный | институт    |               | Рязань            |                 |
| Рязанское высшее воздушно-десантное командное училище               | государственный   | институт    | 1918          | Рязань            |                 |
| Современный технический университет                                 | негосударственный | университет | 2004          | Рязань            | 585             |

## Список филиалов высших образовательных учреждений
| Название                                                                               | Категория         | Статус      | Год основания | Месторасположение | Месторасположение головной организации | Число студентов |
| -------------------------------------------------------------------------------------- | ----------------- | ----------- | ------------- | ----------------- | -------------------------------------- | --------------- |
| Рязанский институт (филиал) Московского политехнического университета                  | государственный   | институт    | 1956          | Рязань            | Москва                                 | 2214            |
| Рязанский институт экономики (филиал Санкт-Петербургского академического университета) | негосударственный | институт    | 1998          | Рязань            | Санкт-Петербург                        | 587             |
| Рязанский филиал Московского государственного института культуры                       | государственный   | институт    | 1980          | Рязань            | Москва                                 | 930             |
| Рязанский филиал Московской академии экономики и права                                 | негосударственный | академия    | 1996          | Рязань            | Москва                                 |                 |
| Рязанский филиал Российского экономического университета имени Г. В. Плеханова         | государственный   | университет |               | Рязань            | Москва                                 |                 |
| Рязанский филиал Московского государственного университета путей сообщения             | государственный   | университет | 1965          | Рязань            | Москва                                 | 392             |
| Филиал в Рязани Московский институт государственного управления и права                | негосударственный | институт    | 1997          | Рязань            | Москва                                 |                 |
| Филиал в Рязани Московский университет имени С. Ю. Витте                               | негосударственный | университет | 1994          | Рязань            | Москва                                 | 1869            |